# بيت البالة (الحيمة الداخلية)

تعديل مصدري - تعديل

بيت البالة هي إحدى قرى عزلة بلاد القبائل بمديرية الحيمة الداخلية التابعة لمحافظة صنعاء، بلغ تعداد سكانها 113 نسمة حسب تعداد اليمن لعام 2004.